# Halmahera Selatan
Halmahera Selatan (indonez. Kabupaten Halmahera Selatan) – kabupaten w indonezyjskiej prowincji Moluki Północne. Jego ośrodkiem administracyjnym jest Labuha.
Kabupaten ten dzieli się na 30 kecamatanów:
- Obi Selatan
- Obi
- Obi Barat
- Obi Timur
- Obi Utara
- Bacan
- Mandioli Selatan
- Mandioli Utara
- Bacan Selatan
- Batang Lomang
- Bacan Timur
- Bacan Timur Selatan
- Bacan Timur Tengah
- Bacan Barat
- Kasiruta Barat
- Kasiruta Timur
- Bacan Barat Utara
- Kayoa
- Kayoa Barat
- Kayoa Selatan
- Kayoa Utara
- Pulau Makian
- Makian Barat
- Gane Barat
- Gane Barat Selatan
- Gane Barat Utara
- Kepulauan Joronga
- Gane Timur
- Gane Timur Tengah
- Gane Timur Selatan